# ソコロ郡 (ニューメキシコ州)
ソコロ郡（Socorro County）は、アメリカ合衆国ニューメキシコ州にある郡。人口は18,078人（2000年）。郡庁所在地はソコロである。ソコロという名前はもともとネイティブアメリカンのプエブロ集落に、1598年にフアン・デ・オニャーテによって付けられた名前である。集落の人々から食物および援助を受け取って命をつないだオニャーテは、スペイン語で援助を意味するSocorroと命名した。

## 地理
総面積は17,220 km² (6,649 mi² )。陸地面積は17,214 km² (6,646 mi²)で、水面積は6 km² (2 mi²)で全体の0.03%である。ソコロ郡の範囲は、高度 1,380 mのリオグランデ川の土手から、マグダレーナ山脈の南ボールディ・ピーク頂上の3,287mまでにわたる。郡にはいくつかの山脈があり、マグダレーナ山脈とサンマテオ山脈はスカイ・アイランドに分類される。

## 近接する郡
- シボラ郡 (ニューメキシコ州) - 北西
- ヴァレンシア郡 (ニューメキシコ州) - 北
- トランス郡 (ニューメキシコ州) - 北東
- リンカーン郡 (ニューメキシコ州) - 東
- シエラ郡 (ニューメキシコ州) - 南
- カトロン郡 (ニューメキシコ州) - 西

## 人口統計
以下は2000年国勢調査における人口統計データである。
基礎データ
- 人口: 18,078人
- 世帯数: 6,675世帯
- 家族数: 4,492家族
- 人口密度: 1/km² (3/mi²）
- 住居数: 7,808軒
- 住居密度: 0/km² (1/mi²)

人種別人口構成
- 白人: 62.87%
- アフリカン・アメリカン: 0.64%
- ネイティブアメリカン: 10.92%
- アジア人: 1.14%
- 太平洋諸島系:0.06%
- その他の人種: 20.10%
- 混血(2人種間以上の): 4.28%
- ヒスパニック・ラテン系: 48.73%

世帯と家族（対世帯数）
- 全世帯数: 6,675世帯
- 18歳未満の子供がいる:33.80%
- 結婚・同居している夫婦: 48.40%
- 未婚・離婚・死別女性が世帯主: 13.30%
- 非家族世帯: 32.70%
- 単身世帯: 26.80%
- 65歳以上の老人1人暮らし: 8.20%
- 平均構成人数
  - 世帯: 2.62人
  - 家族: 3.20人

年齢別人口構成
- 18歳未満: 28.40%
- 18-24歳: 12.60%
- 25-44歳: 26.10%
- 45-64歳: 22.00%
- 65歳以上: 10.90%
- 年齢の中央値: 32歳
- 性比（女性100人あたり男性の人口）
  - 総人口: 103.30人
  - 18歳以上: 103.90人

収入と家計
- 収入の中央値
  - 世帯: 23,439米ドル
  - 家族: 29,544米ドル
  - 性別
    - 男性: 28,490米ドル
    - 女性: 22,482米ドル
- 人口1人あたり収入: 12,826米ドル
- 貧困線以下
  - 対家族: 24.10%
  - 対人口: 31.70%
  - 18歳未満: 43.60%
  - 65歳以上: 24.30%

## 主な市および町
- ソコロ（郡庁所在地）
- Alamo
- Luis Lopez
- Magdalena
- San Antonio